# Gian Paolo Gobbo
Gian Paolo Gobbo (n. 1 iunie 1949, Treviso) este un politician  italian, secretar al Liga Veneta della Lega Nord din 1998, fost membru al Parlamentului European în perioada 1999 - 2004 din partea Italiei. 
1. 1 2  Deputații în Parlamentul European